# بلدة أوفرسيل (ميشيغان)
أوفرسيل (بالإنجليزية: Overisel Township, Michigan)‏ هي بلدة تقع بولاية ميشيغان في الولايات المتحدة. تبلغ مساحتها 92.5 (كم²)، وترتفع عن سطح البحر 201 م، بلغ عدد سكانها 2911 نسمة في عام تعداد الولايات المتحدة 2010 حسب إحصاء مكتب تعداد الولايات المتحدة وتصل الكثافة السكانية فيها 31.5 نسمة/كم2.

## وصلات خارجية
- www.overiseltownship.org
- The US50 - Cities and Towns in Michigan State
- Michigan Cities and Towns, Facts, Map, Flag, Colleges, Government, and More